# Steen Spore
Steen Marr Spore (født 27. april 1938, død 13. august 2022) var en dansk embedsmand.
Han var den anden rigsombudsmand på Grønland, og havde stillingen fra 1. august 1992 til 1. juli 1995. Ved sin afgang blev han Ridder af 1. grad af Dannebrogordenen.
|  | Artiklen om Steen Spore kan blive bedre, hvis der indsættes et (bedre) billede Du kan hjælpe ved at afsøge Wikimedia Commons for et passende billede eller uploade et godt billede til Wikimedia Commons iht. de tilladte licenser og indsætte det i artiklen. |